# Grethe Jürgens

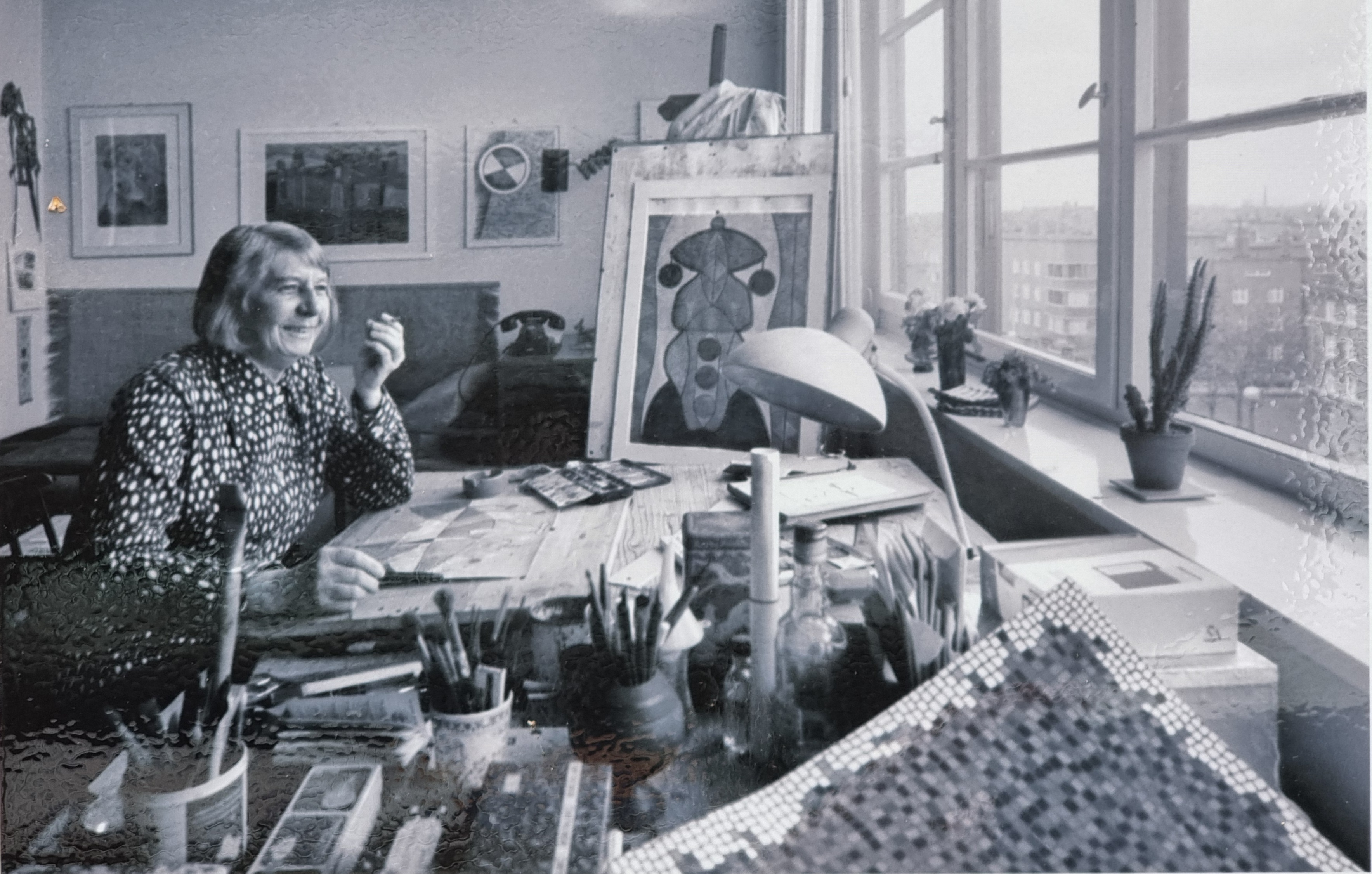
Grethe Jürgens 1972 in ihrem Atelier in der Liststadt; Foto von Wilhelm Hauschild (Fotograf) auf der Stadttafel in der Podbielskistraße

Grethe Jürgens (* 15. Februar 1899 in Holzhausen bei Osnabrück als Katharina Margaretha Jürgens; † 8. Mai 1981 in Hannover) war eine deutsche Malerin und Vertreterin der Neuen Sachlichkeit.

## Leben

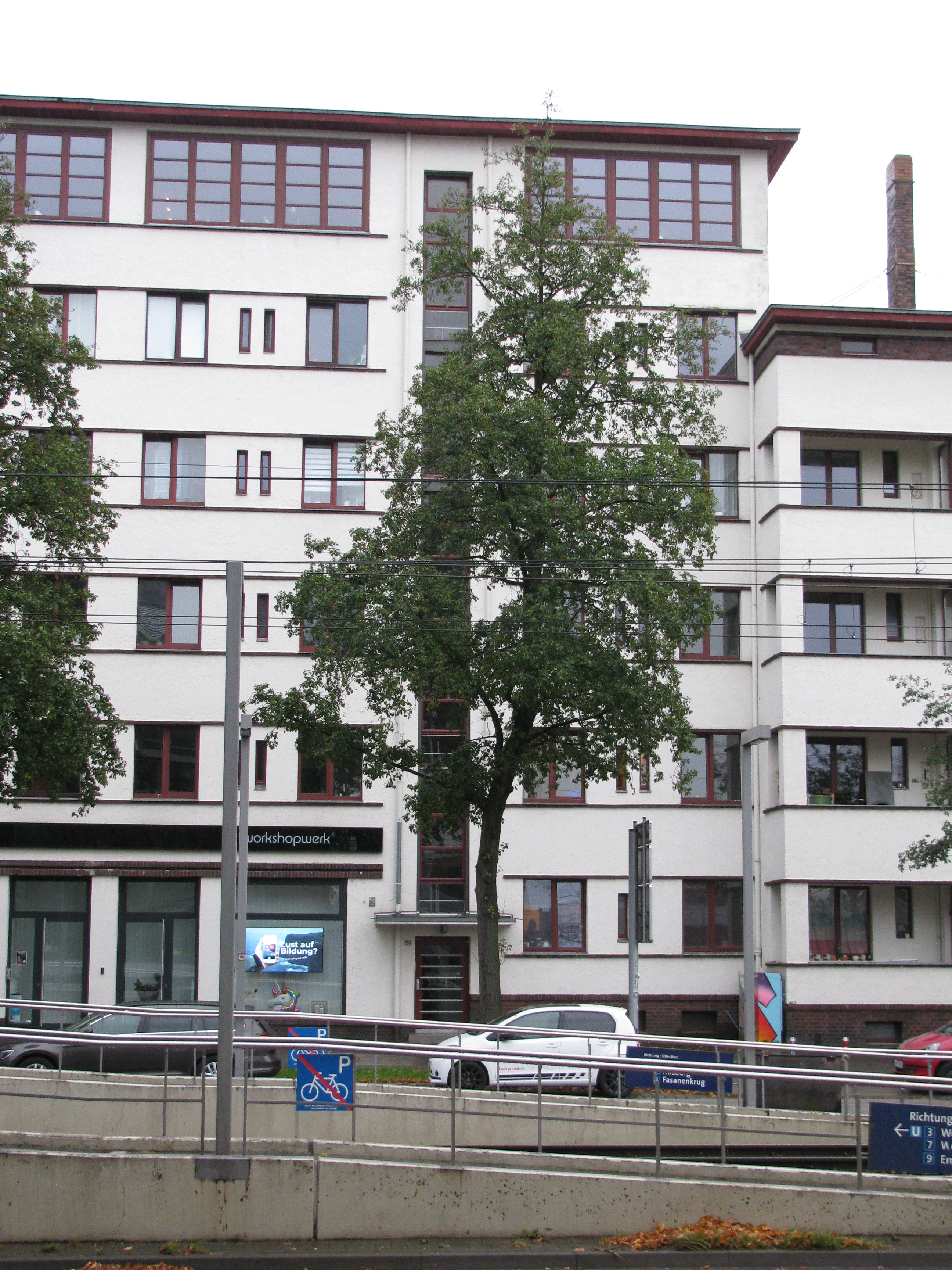
Die Liststadt (Ausschnitt) mit den Atelierwohnungen unter den Flachdächern an der Podbielskistraße, bis zuletzt Wohnsitz von Grethe Jürgens

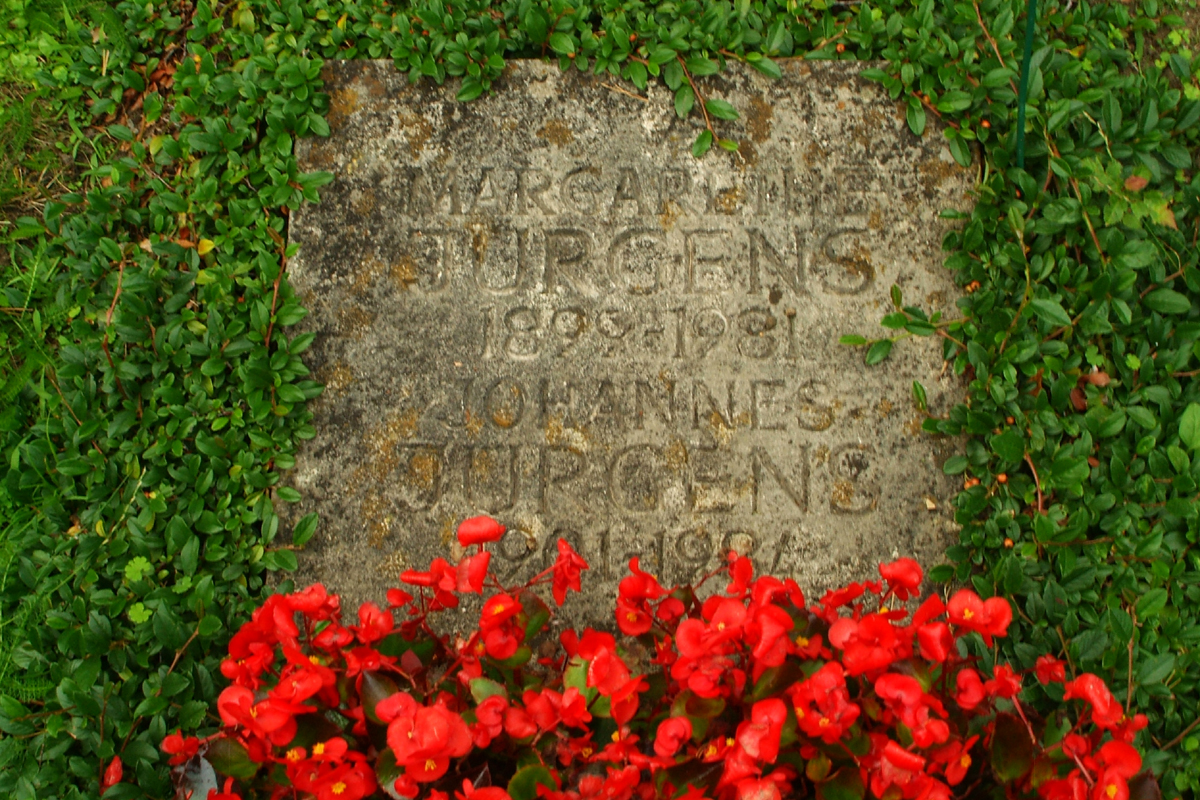
Grabstein für Margarethe Jürgens und ihren Bruder Johannes auf dem Stadtfriedhof Lahe

Margarethe Jürgens, bekannt als Grethe Jürgens, war die Tochter des Lehrers Georg Gerhard Jürgens (* 1868) und seiner Ehefrau Ludvina Anna Jürgens, geb. Eckert (* 1874). Die katholische Familie zog 1900 von Holzhausen nach Wilhelmshaven, wo der Vater an einer Konfessionsschule unterrichtete. In Wilhelmshaven wurden ihre beiden Brüder Johannes (* 1902) und Heinrich (* 1904) geboren.
Nach ihrem Abitur am Königin-Luise-Gymnasium begann Jürgens im Jahr 1918 zunächst ein Architekturstudium an der Technischen Hochschule in Berlin. Erst seit 1909 hatten auch Frauen das Recht zur Immatrikulation (Frauenstudium) an der Charlottenburger TH erhalten. Infolge der Novemberrevolution 1918 wurde die Hochschule geschlossen, und die Studierende kehrte wegen der politischen Situation nach Wilhelmshaven zurück. 1919 immatrikulierte sich Jürgens für das Fach Graphik an der Handwerker- und Kunstgewerbeschule in Hannover, wo sie bis 1922 eine Schülerin von Fritz Burger-Mühlfeld war. In dieser Klasse befreundete die Künstlerin sich mit Gerta Overbeck, Ernst Thoms, Friedrich Busack und Erich Wegner. Im Jahr 1925 schlossen sich Hans Mertens und Karl Rüter dieser Gruppe an, deren Mitglieder kunstgeschichtlich als Vertreter der Neuen Sachlichkeit gelten.
Wegen der schwierigen wirtschaftlichen Verhältnisse, die in Deutschland durch die Inflation entstanden waren, musste Jürgens 1922 ihr Studium abbrechen und eine Tätigkeit als Reklamezeichnerin beim Unternehmen Hackethal Draht- und Kabelwerke AG beginnen. Den Arbeitsvertrag kündigte sie 1928, um eine Arbeit beim Wirtschaftsmagazin Der Manufakturist zu übernehmen, die sie nach sechs Monaten wieder verlor. Die prekäre Lage zwang Jürgens, sich in einem ehemaligen Hundezwinger in der Feldstraße (Calenberger Neustadt) einzumieten. 1929 zog sie in die Liststadt an der Podbielskistraße 288, wo sie Wohnsitz und Atelier bis zu ihrem Tode hatte.
Von 1931 bis 1932 übernahm Jürgens die Redaktion der neugegründeten Zeitschrift Der Wachsbogen. Insgesamt erschienen zwölf Nummern der im Matrizendruck hergestellten Zeitschrift, die sich an die Vertreter der Neuen Sachlichkeit richtete. Zu den Mitwirkenden gehörten Gerta Overbeck, Erich Wegner und Ernst Thoms sowie der Schriftsteller Gustav Schenk, mit dem Jürgens befreundet, auch verlobt war, und von dem sie 1931 ein Porträt anfertigte.
Im Frühjahr 1953 beteiligte Grethe Jürgens sich in der DDR mit dem Ölgemälde Ruhende Erntearbeiter (90 × 113 cm) an der Dritten Deutschen Kunstausstellung im Albertinum in Dresden.
Grethe Jürgens starb am 8. Mai 1981 im Alter von 82 Jahren in Hannover, wo sie 62 Jahre ihres Lebens verbracht hatte. Sie wurde auf dem Stadtfriedhof Lahe in Hannover beigesetzt. Ihr Grab ist erhalten und wird als Ehrengrab von der Stadt Hannover gepflegt.

## Mitgliedschaft
- Ab 1929: Verband der Gemeinschaften der Künstlerinnen und Kunstförderer e. V. (GEDOK).
- Jahrzehnte war sie Mitglied im Kunstverein Hannover und gehörte dessen Beirat an.[9]

## Nachlass und posthume Ausstellungen
Grethe Jürgens’ Nachlass wurde zunächst von ihrem Bruder Johannes („Hans“) Jürgens verwaltet. Im Jahr 1984, seinem Todesjahr, übergab er ihr Spätwerk dem Sprengel Museum in Hannover. Eine weitere Erbin war ihre Nichte Heide Jürgens-Hitz, die Tochter ihres Bruders Heinrich Jürgens.
Im Jahr 2005 widmete Das Verborgene Museum in Berlin Grethe Jürgens eine Ausstellung.
Das Sprengel Museum in Hannover zeigt vom 22. Februar bis zum 15. Juni 2025 eine umfassende Retrospektive mit über 150 Werken aus ihrem Nachlass unter dem Titel Grethe Jürgens. Retrospektive.

## Ehrungen
- 1979: Verdienstkreuz des Niedersächsischen Verdienstordens.
- Nach Grethe Jürgens ist seit 1982 in Hannover eine Straße benannt, die gegenüber ihrer ehemaligen Wohnung von der Podbielskistraße nach Norden abgeht.[12]

## Ausgewählte Werke
Gemälde
- Krankes Mädchen, 1926
- Schneiderpuppen, 1927
- Frisierpuppen, 1927
- Karl Eggert, 1927
- Selbstbildnis, 1928
- Arbeitsamt, 1929
- Bildnis Gerta Overbeck, 1929
- Bildnis des Malers Erich Wegner, 1929
- Arbeitslose, 1929
- Liebespaar, 1930
- Blumenmädchen, 1931
- Bildnis Schenk, 1931
- Dame mit Hut (Selbstbildnis), 1932
- Stoffhändler, 1932
- Holzsammler, 1934
- Ruhende Erntearbeiter, 1937
- Maritim, 1970 (Aquarell und Tusche auf Bütten, 47,7 × 35,9 cm)

Buchgestaltungen
- Das wunderliche Bilderbuch. Druck u. Verlag Offsetdruckerei, 9 n.n. Bl., Gleiwitz 1921.
- Das Atelier. Die Heimbücherei John Jahr, Berlin 1943.[13]
- Karl Georg von Stackelberg: An mir vorbei. Von dem Mann mit dem spitzen Hut; von Stunden, Menschen und Strassen. Aquarelle von Grethe Jürgens. Die Heimbücherei, Berlin 1942.
- Gustav Schenk: Das wunderbare Leben. Einbandentwurf, Textzeichnungen G. J.; Die Heimbücherei, John Jahr senior, Berlin 1942/1943.
  - Das leidenschaftliche Spiel. Schachbriefe an eine Freundin. Sponholtz, Hannover 1936. Mit 8 mehrfarbigen Bildtafeln von G. J. (wieder Verlag Schünemann, Bremen 1940)
  - Wenzels Naturalienkabinett oder Wenzelvaters und Wenzelsohnes Entdeckungen, Gegenstände der Natur betreffend. Nach alten Dokumenten und Erinnerungen an Wenzel-Ausprüche [sic!] neu zusammengestellt Bilder Grethe Jürgens. Sponholtz, Hannover 1947.
  - Die Wermutinsel. Eine Dichtung vom Kleinleben einer Hallig. Wessobrunner Verlag, Berlin 1940. Mit 20 farbigen Offset-Tafeln nach Originalen von G. J.
  - Aronn oder das tropische Feuer. Mit 12 Zeichnungen, davon 4 Farbtafelnvon G. J., Sponholtz.
  - Frucht und Same. Umschlag von G. J.; Sponholtz 1947.
- Hans Wolfgang Behm: Hochzeit der Blumen. Das Liebesleben der Pflanzen im Naturbild der Landschaft. Sponholtz, Hannover 1950. Mit zwei Vierfarbentafeln von G. J.
- Herbert Grünhagen: Die zwölf Herren. Mit Zeichnungen von G. J.; Karl Rauch, Dessau 1941.[14]